# Nautilida
Nautilida é uma ordem de moluscos cefalópodes nectônicos marinhos caracterizados por ter uma grande concha externa calcária (de tipo brevicone), dividida em câmaras (fragmocone) que são perfuradas por um sifão e utilizadas como dispositivo de proteção e flutuação. Estão presentes na história geológica da Terra desde o período Devoniano, embora a subclasse Nautiloidea exista desde o período Paleozóico (entre o Cambriano Superior, o Ordoviciano e o Devoniano) e com a família Nautilidae aparecendo apenas no Triássico Superior; incluindo Nautilus e Allonautilus, os últimos gêneros vivos de cefalópodes Nautilida, atualmente presentes no Indo-Pacífico. Espécies extintas cresciam até mais de 2,5 metros de comprimento.

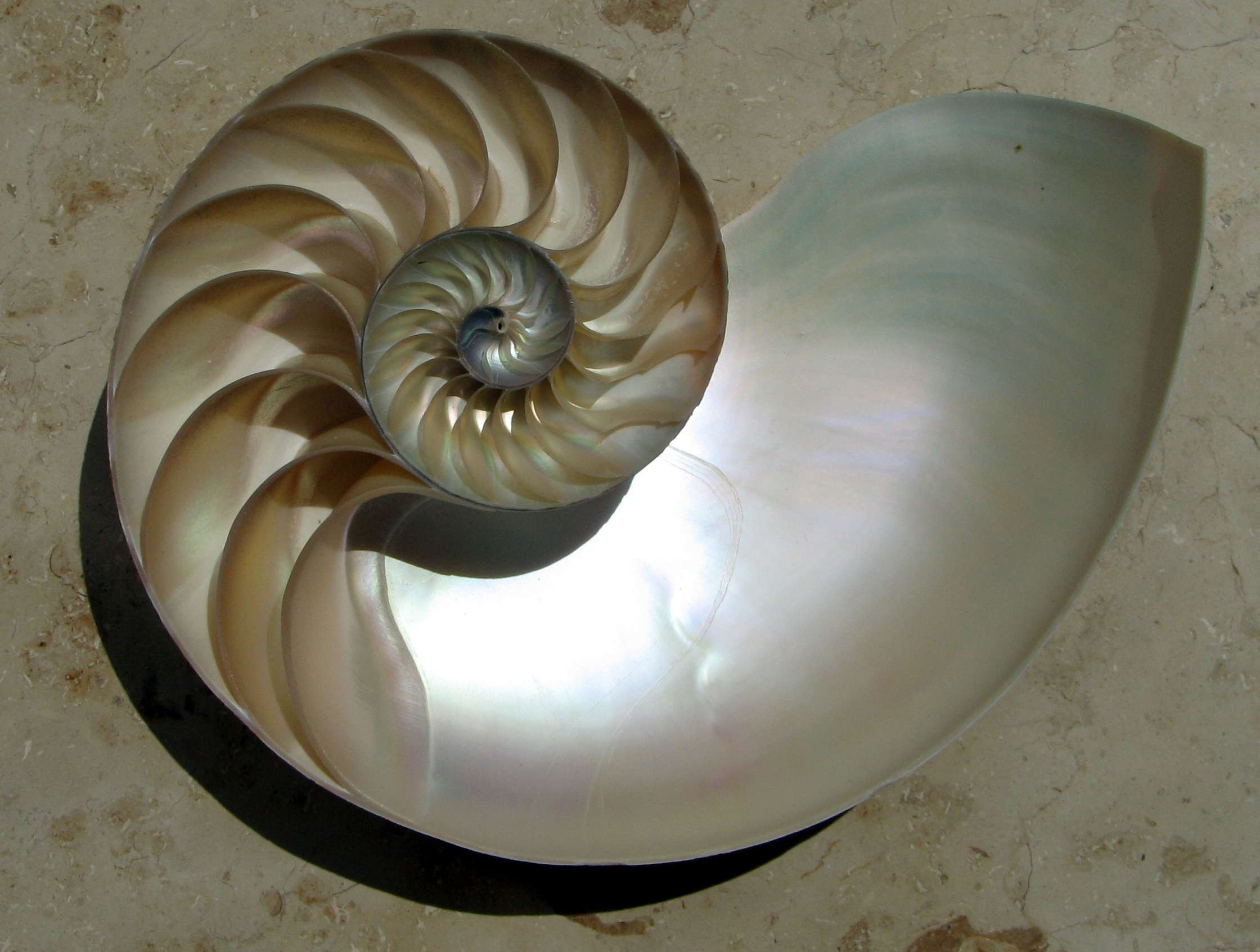
Vista interna da concha madreperolada de um molusco cefalópode Nautilida do gênero Nautilus, em corte lateral. O animal ocupa sua abertura.
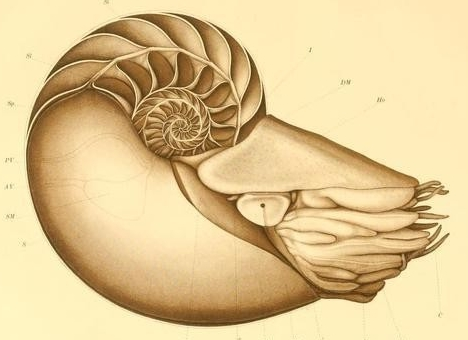
Ilustração esquemática do molusco Nautilus pompilius, em vista lateral, com o animal, mostrando o sifão e suas câmaras internas de flutuabilidade.
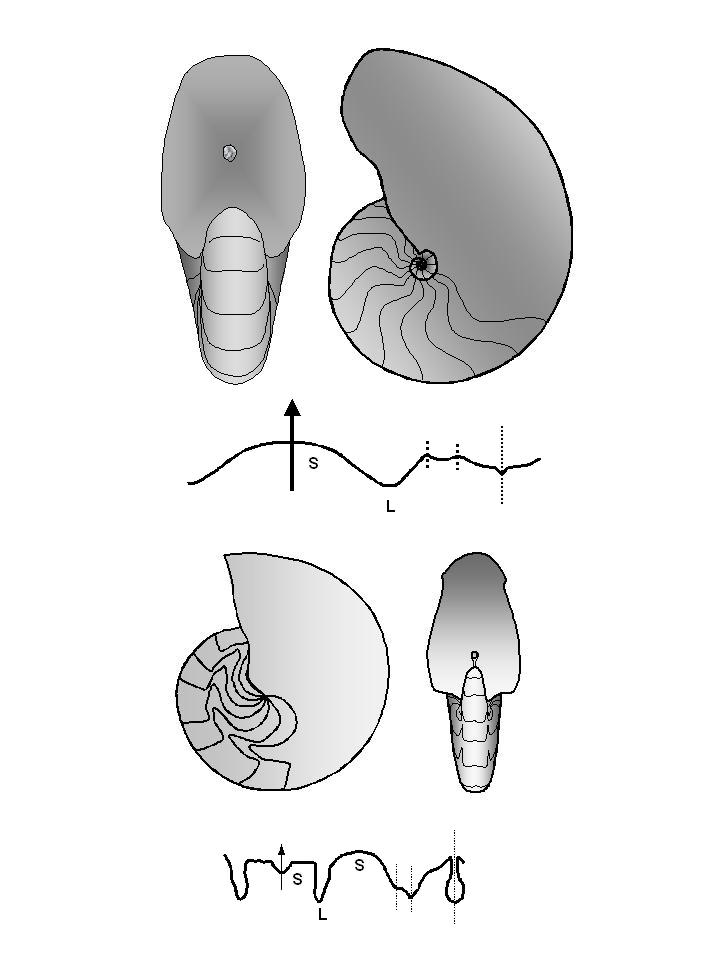
Ilustração mostrando suturas de dois gêneros de Nautilida: Nautilus (Superfamília Nautilaceae), acima; Aturia (Superfamília Aturioidea), abaixo.

## Taxonomia
- Superfamília Aturioidea Hyatt, 1894 †[1]
  - Família Aturiidae Hyatt, 1894 †[1]
- Superfamília Nautilaceae Blainville, 1825[9]
  - Família Hercoglossidae Spath, 1927 †[1]
  - Família Nautilidae Blainville, 1825[1]